# بیطوش
بیتوش، روستایی است از توابع بخش مرکزی شهرستان سردشت استان آذربایجان غربی ایران.

## جمعیت و امکانات
این روستا در شهرستان سردشت دهستان آلان قرار داشته و بر اساس سرشماری سال ۱۳۸۵ جمعیت آن ۸۱۷ نفر (۱۷۹ خانوار) بوده‌است.
روستای بیتوش براساس سرشماری سال ۱۳۹۰ خانه بهداشت روستا (۲۴۶) خانوار است. از امکانات این روستا می‌توان به زمین چمن مصنوعی و خانه بهداشت اشاره کرد.